# Liste von Persönlichkeiten des Kurortes Oberwiesenthal

Wappen der Stadt Oberwiesenthal

Die Liste von Persönlichkeiten des Kurortes Oberwiesenthal enthält Personen, die in der Geschichte des sächsischen Kurortes Oberwiesenthal eine nachhaltige Rolle gespielt haben. Es handelt sich dabei um Persönlichkeiten, die Ehrenbürger der Stadt sind, hier bzw. in den heutigen Ortsteilen geboren sind oder hier gewirkt haben.
Für die Persönlichkeiten aus den nach Kurort Oberwiesenthal eingemeindeten Ortschaften siehe auch die entsprechenden Ortsartikel.

## Ehrenbürger
Den folgenden Personen wurde die Ehrenbürgerschaft von Oberwiesenthal verliehen:
- 1926: Dr. Jäger, Vorsitzender des Sächsischen Verkehrsverbundes
- 1933: Adolf Hitler (1889–1945), Reichskanzler[2]
- 1938: Wilhelm Schepmann (1894–1970), SA-Obergruppenführer, zuletzt Stabschef der SA[3]
- 1938: Martin Mutschmann (1879–1947), Reichsstatthaler und Ministerpräsident von Sachsen[4]
- 1994: Jens Weißflog (* 1964), Skispringer, dreifacher Olympiasieger, Hotelier in Oberwiesenthal
- 1995: Joachim Kunze (1925–2013), Studienrat und Ortschronist
- 2002: Ulrich Wehling (* 1952), Nordischer Kombinierer, dreifacher Olympiasieger
- 2006: Sylke Otto (* 1969), Rennrodlerin, zweimal Olympiasiegerin
- 2017: Eric Frenzel (* 1988), Nordischer Kombinierer, Olympiasieger und fünfmaliger Gesamtweltcupsieger[5]
- 2023: Eberhard Riedel (* 1938), alpiner Skirennläufer

## Söhne und Töchter der Stadt
- David Faßmann (1685–1744), Schriftsteller, Historiograf und Publizist
- Friedrich Wilhelm Prüfer (1818–1888), Politiker, sächsischer Landtagsabgeordneter
- Guido Breitfeld (1831–1894), Unternehmer und sächsischer Landtagsabgeordneter, geboren in Unterwiesenthal
- Carl Hertelt (1837–1921), Maler und Kunstschnitzmeister
- Paul Otto Apian-Bennewitz (1847–1892), Organist und Lehrer, Begründer des Musikinstrumenten-Museums Markneukirchen
- Georg Kälker (1862–1932), Pädagoge
- William Wauer (1866–1962), Künstler, Regisseur, Pädagoge
- Hans Siegert (1868–1941), Volkskundler und Heimatdichter, geboren in Hammerunterwiesenthal
- Joachim Müller (1906–1986), Germanist
- Rudolf Uhlig (1909–2003), Maler, Grafiker und Kirchenmusiker
- Irmgard Uhlig (1910–2011), Bergsteigerin und Malerin
- Heinz Schmiedel (1927–1978), Tänzer und Choreograph
- Klaus Schuhmann (1935–2020), Germanist
- Peter Kretschmer (1938–2017), Forscher, Erfinder und Lebensmitteltechnologe
- Renate Dannhauer-Borges (* 1939), Skilangläuferin
- Joachim Winterlich (* 1942), Skisprung-Trainer und ehemaliger Nordischer Kombinierer
- Ulrich Gressieker (1945–1990), Synchronsprecher und Schauspieler
- Christine Philipp (* 1947), Skilangläuferin
- Klaus-Dieter Neubert (* 1949), Ruderer
- Klaus Bartl (* 1950), Politiker – Die Linke
- Dietrich Kampf (* 1953), Skispringer
- Albrecht Böttcher (* 1954), Mathematiker
- Barbara Petzold (* 1955), Skilangläuferin
- Silke Braun-Schwager (* 1969), deutsch-schweizerische Skilangläuferin

## Persönlichkeiten, die mit der Stadt in Verbindung stehen
- Johann Georg Gottschald (1691 oder 1692–1749), Hammerwerksbesitzer in Wittigsthal, Breitenbach und Schlössel
- August Ferdinand Axt (1796–1855), evangelischer Geistlicher und Mitglied des Sächsischen Landtags
- Eduin Bauer (1816–1892), Pfarrer und Autor
- Rudolf von Borries (1863–1932), Offizier, zuletzt Generalmajor der Reichswehr sowie Militärschriftsteller
- Anton Günther (1876–1937), Dichter und Sänger
- Martin Hammitzsch (1878–1945), Architekt, wurde tot im Staatsforst aufgefunden
- Hans Knospe (1899–1999), Fotograf aus Sellin, betrieb ein Photohaus im Ort
- Horst Gäbler (1921–2014), Wetterwart auf dem Fichtelberg
- Gotthard Trommler (1931–2014), nordischer Skitrainer
- Hannelore Riedel (* 1937), Skirennläuferin
- Ernst Scherzer (* 1937), Skirennläufer
- Christa Meinel (1938–2017), Skirennläuferin
- Eberhard Riedel (* 1938), Skirennläufer
- Heinz Nestler (* 1938), nordischer Skitrainer
- Thomas Köhler (* 1940), Rennrodler
- Christine Nestler (* 1940), Skilangläuferin
- Eric Frenzel (* 1988), Nordischer Kombinierer